# Osteomalacia
Se conoce como osteomalacia a una enfermedad que afecta al hueso y se caracteriza porque este se encuentra desmineralizado. La causa más frecuente es un déficit de vitamina D. Cuando la osteomalacia afecta a niños se denomina raquitismo. No debe confundirse la osteomalacia con la osteoporosis que es otra enfermedad diferente que también afecta al hueso.

## Fisiopatología
El hueso está constituido por una estructura de sostén llamada matriz ósea, formada de proteínas (colágeno) e hidratos de carbono. Sobre la mátriz ósea se deposita fosfato cálcico que le da al tejido solidez y consistencia. Si por alguna causa la matriz ósea es normal pero no se deposita la suficiente cantidad de fósfato cálcico, se produce osteomalacia, el hueso en este caso es blando y se deforma con facilidad.

## Causas
La causa más frecuente de osteomalacia es una deficiencia de vitamina D, que puede tener muchos orígenes: déficit nutricional, falta de exposición a la luz solar, malabsorción por enfermedad celíaca o enfermedad de Crohn, enfermedad del hígado o enfermedad renal. También puede provocar osteomalacia la deficiencia de calcio en la dieta, la resistencia congénita a la acción de la vitamina D y la deficiencia de fosfato por incremento de las pérdidas renales debida a enfermedad tubular renal, como en el Síndrome de Fanconi o la enfermedad de Dent.

## Síntomas
Los síntomas más comunes son dolor que se origina en los huesos, principalmente la pelvis, columna vertebral y costillas. Pueden observarse deformidades de los huesos del tórax y disminución de los niveles de calcio en sangre que en ocasiones provocan tetania. Existe predisposición a las fracturas, tanto de columna vertebral como de fémur y otros huesos.

## Diferencias entre osteomalacia y raquitismo
El raquitismo afecta a los niños que tienen huesos en fase de crecimiento, mientras que la osteomalacia es una enfermedad del adulto que ya ha desarrollado su sistema óseo y alcanzado la estatura definitiva. En ambos trastornos el problema se debe a la falta de mineralización del hueso, es decir el tejido óseo carece de suficiente sales de calcio, por lo que es frágil y propenso a deformarse.

## Diferencias entre osteomalacia y osteoporosis
En la osteoporosis existe una disminución de la masa ósea, pero la composición del hueso es equilibrada entre matriz ósea y fosfato cálcico que la mineraliza. En la osteomalacia la matriz ósea del hueso es normal, pero su mineralización es deficiente. Ambas enfermedades ocasionan predisposición a las fracturas. Sin embargo el origen del mal y el tratamiento son diferentes.